# The Queensland Orchestra
The Queensland Orchestra is een Australisch symfonieorkest in Brisbane, Queensland. Het orkest werd opgericht in 2001 door de fusie tussen het Queensland Symphony Orchestra en de Queensland Philharmonic, een klein kamerorkest. Het orkest wordt gefinancierd door particuliere bedrijven, de regering van de staat Queensland en de federale regering van Australië via de Australia Council. De meeste concerten vinden plaats in Brisbane in drie verschillende zalen:
- Queensland Performing Arts Centre (QPAC) concertzaal
- Conservatorium van de Griffith University
- Stadhuis van Brisbane

Daarnaast speelt het orkest ook in andere delen van de staat Queensland, waaronder:
- Gold Coast Arts Centre
- The Events Centre, Caloundra
- Empire Theatres, Toowoomba
- Pilbeam Theatre, Rockhampton
- Mackay Entertainment Centre, Mackay
- Townsville Civic Theatre, Townsville
- Cairns Civic Theatre, Cairns

Muhai Tang, een van de chef-dirigenten van het orkest toen het orkest nog Queensland Symphony Orchestra heette, heeft de titel conductor laureate (dirigent-laureaat) van The Queensland Orchestra sinds november 2005. Michael Christie was de eerste chef-dirigent van het orkest onder zijn nieuwe naam, van 2001 tot 2004. In juli 2007 werd Johannes Fritzsch benoemd tot volgende chef-dirigent van het orkest, vanaf januari 2008, met een initieel contract tot 2010.

## Chef-dirigenten
- Michael Christie (2001 - 2004)
- Johannes Fritzsch (2008 - )